# Горбун (фильм, 1959)
«Горбу́н» (фр. Le Bossu) — французский художественный фильм с участием Жана Маре и Бурвиля, поставленный режиссёром Андре Юнебелем по роману Поля Феваля «Горбун, Или Маленький Парижанин» (1857 год).

## Сюжет
Эта история началась в 1701 году, когда Францией правил «Король-Солнце» Людовик XIV. Шевалье Лагардер спасает от расправы принца де Гонзага рождённую в тайном браке дочь смертельно раненного герцога Филиппа де Невера и скрывается с грудным ребёнком от преследования в Испании. В 1716 году, вернувшись в Париж, шевалье, чтобы войти в доверие к получившему наследство де Невера и разбогатевшему на финансовых спекуляциях Гонзагу и его доверенному Пейролю, переодевается горбуном, «ведь его горб приносит счастье». Благодаря своей хитрости, умению перевоплощаться и острому клинку шпаги герой разрушает все коварные замыслы врагов и спасает честь семьи своей приёмной дочери.

## В ролях
- Жан Маре — Анри де Лагардер
- Бурвиль — Паспуаль
- Сабина Сессельман — Аврора де Невер / Изабелла де Кейлюс
- Жан Ле Пулен — Пейроль
- Юбер Ноэль — Филипп де Невер
- Полетт Дюбо — кормилица Марта
- Александр Риньо — трактирщик
- Жорж Дукинг — маркиз де Кейлюс
- Эдмон Бошан — дон Мигель
- Поль Камбо — Филипп Орлеанский
- Франсуа Шометт — Филипп де Гонзаг
- Бернар Деран — рассказчик
- Анни Андерсон — дама на балу
- Рауль Бийре — капитан
- Ги Делорм — наёмный убийца
- Клод Карле — наёмный убийца
- Жан Ружери — наёмный убийца
- Розита Фернандес — Флора
- Пакеретт — старуха-цыганка
- Эдмон Тамиз − цыган
- Ален Ноби — Привратник
- Кристиан Брокар — продавец кур
- Жан-Мишель Рузьер — дворянин
- Франсуаза Дельдик — трактирщица
- Барбара Круз
- Моника Жюст
- Рене Руссель
- Жюльет Вильно
- Жак Оррьи

Роли дублировали
- Анри де Лагардер — Владимир Трошин
- Паспуаль — Сергей Цейц
- Аврора де Невер / Изабелла де Кейлюс — Анна Каменкова
- Пейроль — Константин Карельских
- Филипп де Невер — Александр Белявский
- Филипп де Гонзаг — Владимир Кенигсон
- Рассказчик — Зиновий Гердт

Фильм дублирован на киностудии «Союзмультфильм» в 1978 году. Режиссёр дубляжа — Георгий Калитиевский.

## Видео
- В 1980-е годы в СССР фильм с советским дубляжем выпущен на видеокассетах Госкино.